# Gradišče, Šmartno pri Litiji
Gradišče este o localitate din comuna Šmartno pri Litiji, Slovenia, cu o populație de 75 de locuitori.